# Hans Nägle
Hans Nägle   (8 de febrer de 1902 - segle XX) va ser un pilot de bobsleigh alemany que va competir a començaments del segle xx.
El 1928 va prendre part en els Jocs Olímpics de Sankt Moritz, on guanyà la medalla de bronze en la prova de bobs a 5 formant equip amb Hans Heß, Sebastian Huber, Hanns Kilian i Valentin Krempl.